# ToD
Йоан Мерло (род. 20 марта 1985), также известный под ником «ToD» — профессиональный французский киберспортсмен, игрок в Warcraft III за расу людей.
Выступал за ведущую киберспортивную команду Великобритании Four Kings до 7 ноября 2007 года, однако решил не продлевать контракт по невыясненным причинам. Позже он рассказал в одном из интервью, что причиной ухода стали неудовлетворительные результаты команды. 1 декабря 2007 года Мерло неожиданно присоединился к команде Mousesports.
Йоан Мерло — один из самых успешных игроков в Warcraft III за всю историю. Среди прочих достижений в его активе победы на турнирах World e-Sports Games, Blizzard Worldwide Invitational и Cyberathlete Professional League. Он также является серебряным и бронзовым медалистом чемпионата мира по кибериграм World Cyber Games. В 2007 году он был назван лучшим игроком года в Warcraft III по версии eSports Award.
По состоянию на 2010 год Мерло проживает в родной Франции. По состоянию на 2017 год Ян проживает в Кёлне, Германия

## Биография

### Начало карьеры во Франции (2002—2003)
Перед тем, как играть в Warcraft III Мерло увлекался Starcraft: Brood War и Counter-Strike. По собственному признанию, «ToD» выбрал игровую расу людей под впечатлением от игры двукратного чемпиона мира по Starcraft Лим Ё Хвана.
Выступления на высшем уровне Мерло начинает после присоединения к французской команде ArmaTeam, которую в то время спонсировал Intel. В составе команды игроку удаётся занять четвёртое место на кубке Electronic Sports World Cup в 2003 году.
В связи с успешным выступлением на ESWC Мерло приглашается в команду SK Gaming, в то время как ArmaTeam сталкивается с проблемами внутри организации. Начиная с августа 2003 года «ToD» участвует в международных турнирах под эгидой Cyberathlete Professional League и Cyber X Games. Однако через шесть месяцев Мерло возвращается в ArmaTeam, отдав предпочтение играм с друзьями в Париже, чем соревнованиям с членами SK Gaming, живущими в разных концах земного шара.

### Год в Южной Корее (2004—2005)
Через несколько месяцев после возвращения в ArmaTeam Йоан Мерло получает приглашение присоединиться к подразделению по Warcraft III известной британской команды Four Kings, и продолжить соревнования в «мекке» профессионального спорта — Южной Корее. 16 сентября 2004 года команда, состоящая из Мануэля Шенхаузена, Даэ Хуй Чо, Себастьяна Песика и Ивицы Марковича переезжает в Сеул, и Мерло принимает участие в нескольких турнирах, организованных Ongamenet и MBCGame. Йоан Мерло становится наиболее успешным игроком своей команды, выступающим в этих лигах.
За время, проведённое в этой стране, Мерло зарабатывает хорошую репутацию, занимая третье место на чемпионате мира 2004 года, а также второе место на Samsung European Championships в 2005 году. Мерло находится в Корее на протяжении целого года, соревнуясь в двух сезонах World e-Sports Games вплоть до закрытия лиг. За это время подразделение Warcraft III команды Four Kings становится ведущим в мире, оставаясь непобеждённым в Лиге Чемпионов Warcraft 3 на протяжении почти целого сезона, и завоевав звание лучшей команды 2005 года по версии eSports Award.

### Возвращение во Францию (2005—2006)
Перед возвращением во Францию в конце 2005 года «ToD» получает право участия в финале World Cyber Games 2005, где занимает четвёртое место. В следующем году он вновь занимает второе место на турнире Samsung European Championship, а вскоре удивляет многих, заняв первое место на турнире World e-Sports Games Masters, проходившем в Ханчжоу, и выиграв крупнейший приз за всю историю соревнований по Warcraft III — 30 000$. Продолжение сезона выдаётся не менее удачным: Йоан Мерло занимает два вторых места на крупнейших китайских турнирах World e-Sports Festival и KODE5. Кульминацией сезона становится занятое второе место на World Cyber Games 2006, в финале которого Мерло уступает Ли Сяо Фену.

### Переезд в Китай (2006—2007)
В это время Китай становится одной из важнейших стран, в которых проводятся крупнейшие соревнования по Warcraft III. Мерло часто посещает эту страну в 2006 году как для участия в турнирах, так и для тренировок. В сентябре 2006 года Мерло переезжает в Пекин вместе со шведским профессиональным игроком Кимом Хаммаром («SaSe»), что позволяет им играть на многочисленных местных турнирах, а также тренироваться вместе.
Тем не менее, наибольшие успехи приходят к Мерло в международных соревнованиях. Начало 2007 года приносит ему очередное второе место на Samsung European Championship, а также первые места на турнире Extreme Masters, организованном Electronic Sports League, и одном из крупнейших соревнованиях года Blizzard Worldwide Invitational.
Впрочем, было несколько турниров, от участия в которых «ToD» отказывается. Так, он не борется за победу в Electronic Sports World Cup, потому что для квалификации ему пришлось бы дважды путешествовать из Китая во Францию. Он также отказывается участвовать в турнире World e-Sports Games eStars, проходящем в Южной Корее, так как организаторы не выполнили условия киберспортсмена.
В 2007 году Йоан Мерло становится игроком года по версии eSports Award.

## Бывшие команды
«ToD» выступал за следующие профессиональные команды:
- ArmaTeam
- SK Gaming
- Millenium
- WICKED eSports
- Gravitas Gaming
- Сборная Франции
- Mousesports
- Four Kings

## Призовые
За свою профессиональную карьеру Йоан Мерло заработал более 122 тысяч долларов:
- 2003 год — 2000$
- 2004 год — 6000$
- 2005 год — 1000$
- 2006 год — 42000$
- 2007 год — 50305$
- 2008 год — 21354$

## Достижения
2004 год
- World Cyber Games 2004 (США, Сан-Франциско) — 5000$

2005 год
- BlizzCon 2005 (США, Анахайм)

2006 год
- WEG Masters (Китай, Ханчжоу) — 30000$
- World Cyber Games 2006 (Италия, Монца) — 10000$

2007 год
- Samsung Euro Championship 2007 (Германия, Ганновер) — 2665$
- Extreme Masters Season 1 Finals (Германия, Ганновер) — 20000$
- Blizzard Worldwide Invitational 2007 (Южная Корея, Сеул) — 10000$
- BlizzCon 2007 European qualifier (Германия, Гамбург) — 1000$
- IEST 2007 (Китай, Пекин) — 10640$
- IEF Masters (Китай, Ухань) — 5000$

2008 год
- Extreme Masters Season 2 Finals (Германия, Ганновер) — 10000$
- Samsung Euro Championship 2008 (Германия, Ганновер) — 1550$
- ESWC Masters Paris (Франция, Париж) — 1000$
- ESWC Masters Athens (Греция, Афины) — 2000$
- IEF 2008 (Китай, Ухань) — 2904$
- WGT 2008 Global Final (Китай, Пекин) — 2900$

2009 год
- WCG 2009 France Finals (Франция, Париж)